# Seyrighoplites cothurnator
Seyrighoplites cothurnator är en stekelart som först beskrevs av Morley 1919.  Seyrighoplites cothurnator ingår i släktet Seyrighoplites och familjen brokparasitsteklar. Inga underarter finns listade i Catalogue of Life.